# Ibb
Ibb (àrab إب) és una ciutat del Iemen, capital de la governació d'Ibb, situada en una zona muntanyosa rodejada de terres fèrtils a uns 117 km a nord-est de Mukha (Moka). La seva població s'estima el 2005 en 160.000 habitants. Es troba a la carretera entre Aden i Sanaà i a una altura de 2050 metres.
La ciutat, rodejada de muralles, feia part del territori dels Dhu Djibla i tenia al segle xviii uns 4000 habitants. Fou després un kada del sandjak de Taizz sota els otomans i com a imamat independent, però el 1946 fou segregada de Taizz per formar una liwa (governació) separada formada pels kada (districtes) d'Ibb, Udeyn, Dhi Sufal, Katana i Yerim. L'aprovisionament d'aigua és per un aqüeducte que ve de les muntanyes properes de més de 3000 metres. A la rodalia hi havia una mina de plata, després tancada.

## Clima
| Temperatures i precipitacions mitjanes de Ibb (2050 m) | Temperatures i precipitacions mitjanes de Ibb (2050 m) | Temperatures i precipitacions mitjanes de Ibb (2050 m) | Temperatures i precipitacions mitjanes de Ibb (2050 m) | Temperatures i precipitacions mitjanes de Ibb (2050 m) | Temperatures i precipitacions mitjanes de Ibb (2050 m) | Temperatures i precipitacions mitjanes de Ibb (2050 m) | Temperatures i precipitacions mitjanes de Ibb (2050 m) | Temperatures i precipitacions mitjanes de Ibb (2050 m) | Temperatures i precipitacions mitjanes de Ibb (2050 m) | Temperatures i precipitacions mitjanes de Ibb (2050 m) | Temperatures i precipitacions mitjanes de Ibb (2050 m) | Temperatures i precipitacions mitjanes de Ibb (2050 m) | Temperatures i precipitacions mitjanes de Ibb (2050 m) |
| Mes                                                    | Gen                                                    | Feb                                                    | Mar                                                    | Abr                                                    | Mai                                                    | Jun                                                    | Jul                                                    | Ago                                                    | Set                                                    | Oct                                                    | Nov                                                    | Des                                                    |                                                        |
| ------------------------------------------------------ | ------------------------------------------------------ | ------------------------------------------------------ | ------------------------------------------------------ | ------------------------------------------------------ | ------------------------------------------------------ | ------------------------------------------------------ | ------------------------------------------------------ | ------------------------------------------------------ | ------------------------------------------------------ | ------------------------------------------------------ | ------------------------------------------------------ | ------------------------------------------------------ | ------------------------------------------------------ |
| Mitjana més altes °C (°F)                              | 21.0 (70)                                              | 21.1 (70)                                              | 23.6 (74)                                              | 25.5 (78)                                              | 27.8 (82)                                              | 30.1 (86)                                              | 29.7 (85)                                              | 27.9 (82)                                              | 25.7 (78)                                              | 23.1 (74)                                              | 21.0 (70)                                              | 20.8 (69)                                              |                                                        |
| Mitjana més baixes °C (°F)                             | 7.9 (46)                                               | 9.3 (49)                                               | 10.4 (51)                                              | 12.7 (55)                                              | 14.2 (58)                                              | 16.9 (62)                                              | 18.8 (66)                                              | 18.4 (65)                                              | 15.5 (60)                                              | 11.1 (52)                                              | 8.7 (48)                                               | 8.1 (47)                                               |                                                        |
| Precipitació mm (inches)                               | 5.8 (0.23)                                             | 4.6 (0.18)                                             | 12.9 (0.51)                                            | 16.0 (0.63)                                            | 10.2 (0.4)                                             | 48.8 (1.92)                                            | 150.0 (5.91)                                           | 144.6 (5.69)                                           | 74.2 (2.92)                                            | 32.5 (1.28)                                            | 14.1 (0.56)                                            | 5.3 (0.21)                                             |                                                        |
| Font: National Weather Service 1975-2004               |                                                        |                                                        |                                                        |                                                        |                                                        |                                                        |                                                        |                                                        |                                                        |                                                        |                                                        |                                                        |                                                        |